# Prepovedano mesto
Prepovedano mesto (kitajsko: 紫禁城; pinjin: Zǐjìnchéng) je cesarski palačni kompleks v središču cesarskega mesta v Pekingu na Kitajskem. Bilo je rezidenca 24 cesarjev dinastij Ming in Čing ter središče politične moči na Kitajskem več kot 500 let, od leta 1420 do 1924. Palačo zdaj upravlja Palačni muzej kot del Unescove svetovne dediščine. Prepovedano mesto je verjetno najbolj znana palača v vsej kitajski zgodovini in je največji ohranjeni kraljevi palačni kompleks na svetu, ki še vedno stoji. Prepovedano mesto je bilo leta 1987 razglašeno za svetovno dediščino.
Kompleks naj bi imel skupno 9999 sob, čeprav so strokovnjaki v zadnjih letih pokazali, da jih je le 8886 in pokrivajo 720.000 m2. Palača ponazarja razkošje rezidenc kitajskega cesarja in tradicionalno kitajsko palačno arhitekturo ter je vplivala na kulturni in arhitekturni razvoj v vzhodni Aziji in drugod. UNESCO jo je uvrstil na seznam največje zbirke ohranjenih starodavnih lesenih struktur na svetu. Od leta 2012 Prepovedano mesto letno obišče povprečno 14 milijonov obiskovalcev, leta 2019 pa jih je prejelo več kot 19 milijonov. Leta 2018 je bila tržna vrednost Prepovedanega mesta ocenjena na 70 milijard ameriških dolarjev, zaradi česar je to najdragocenejša palača na svetu in najdragocenejša nepremičnina kjerkoli na svetu.
Leta 1961 je bila uvrščena na seznam ključnih nacionalnih kulturnih relikvij. Palača je izjemno pomembna za kitajsko javnost in narod, ki jo pogosto vidijo kot kulturno in nebeško povezavo s svojimi predniki.

## Etimologija
Palača je dobila ime zaradi svoje ogromne velikosti in strogo omejenega dostopa vsem razen cesarju, cesarski družini in evnuhom; od tod izvira kitajski izraz Prepovedano mesto. Kazen za nepooblaščen vstop v palačo je bila takojšnja usmrtitev. Splošno ime Prepovedano mesto je prevod kitajskega imena Zidžinčeng (紫禁城; dob. »Vijolično prepovedano mesto«), ki se je prvič uradno pojavilo v angleščini leta 1576.
Ime Zidžinčeng ima pomen na več ravneh. Zi ali 'vijolična' se nanaša na Severnico, ki se je v starodavni Kitajski imenovala zvezda Zivei, v tradicionalni kitajski astrologiji pa je bila nebeško prebivališče žadastega cesarja. Okoliško nebesno območje, ograjen prostor Zivei (紫微垣; Zǐwēiyuán), je bilo kraljestvo žadastega cesarja in njegove družine. Prepovedano mesto, kot rezidenca zemeljskega cesarja, je bilo njegov zemeljski dvojnik. Džin se nanaša na prepoved ali tabu. Čeng je prvotno pomenil grad, trdnjavo ali utrdbo, vendar v sodobni kitajščini ta znak pomeni mesto.
Danes je to mesto v kitajščini najpogosteje znano kot Gugong (故宮), kar pomeni 'nekdanja palača'. Muzej, ki je v teh stavbah, je znan kot Palačni muzej (故宮博物院; Gùgōng Bówùyùan).
V dinastijah Ming in Čing je bilo Prepovedano mesto znano tudi kot Danei (大内) ali 'Palačno mesto' (宮城; Gōngchéng).

## Zgodovina
Ko je sin cesarja Hongvuja, Džu Di, postal cesar Jongle, je preselil prestolnico iz Nankinga v Peking, gradnja pa se je začela leta 1406 na tem, kar bo kasneje postalo Prepovedano mesto.
Gradnja je trajala 14 let in je zahtevala več kot milijon delavcev. Uporabljeni materiali vključujejo cele hlode dragocenega lesa Phoebe zhennan (楠木; nánmù), ki ga najdemo v džunglah jugozahodne Kitajske, in velike marmorne bloke iz kamnolomov v bližini Pekinga. Tla večjih dvoran so bila tlakovana z 'zlatimi opekami' (金磚; jīnzhuān), posebej pečenimi tlakovci iz Sudžova.
Od leta 1420 do 1644 je bilo Prepovedano mesto sedež dinastije Ming. Aprila 1644 so ga zavzele uporniške sile pod vodstvom Li Zičenga, ki se je razglasil za cesarja dinastije Šun. Kmalu je pobegnil pred združenimi vojskami nekdanjega generala dinastije Ming Vu Sanguija in mandžurskih sil ter pri tem požgal dele Prepovedanega mesta.
Do oktobra so Mandžurci dosegli prevlado na severu Kitajske in v Prepovedanem mestu je bila slovesnost, na kateri so mladega cesarja Šundžija razglasili za vladarja vse Kitajske pod dinastijo Čing. Vladarji dinastije Čing so spremenili imena na nekaterih glavnih stavbah, da bi poudarili "harmonijo" in ne "nadvlado", imenske ploščice so bile dvojezične (kitajščina in mandžuščina) in v palačo uvedli šamanske elemente.
Leta 1860, med drugo opijsko vojno, so anglo-francoske sile prevzele nadzor nad Prepovedanim mestom in ga okupirale do konca vojne. Leta 1900 je cesarica vdova Ciši med boksarskim uporom pobegnila iz Prepovedanega mesta in ga pustila okupirati silam pogodbenih sil do naslednjega leta.
Potem ko je bilo Prepovedano mesto dom 24 cesarjev – 14 iz dinastije Ming in 10 iz dinastije Čing – je leta 1912 z abdikacijo Pujija, zadnjega kitajskega cesarja, prenehalo biti politično središče Kitajske. V skladu z dogovorom z novo vlado Republike Kitajske je Puji ostal na notranjem dvorišču, medtem ko je bilo zunanje dvorišče predano javni uporabi, dokler ga niso po državnem udaru leta 1924 izselili. Leta 1925 je bil v Prepovedanem mestu ustanovljen Palačni muzej. Leta 1933 je japonska invazija na Kitajsko prisilila k evakuaciji nacionalnih zakladov iz Prepovedanega mesta. Del zbirke se je vrnil ob koncu druge svetovne vojne, drugi del pa je bil leta 1948 evakuiran na Tajvan po ukazu Čjang Kajška, čigar Kuomintang je izgubljal kitajsko državljansko vojno. Ta relativno majhna, a visokokakovostna zbirka je bila shranjena do leta 1965, ko je ponovno postala javna kot jedro Narodnega palačnega muzeja v Tajpeju.
Po ustanovitvi Ljudske republike Kitajske leta 1949 je bilo Prepovedano mesto nekoliko poškodovano, saj je državo zajela revolucionarna vnema. Med kulturno revolucijo pa je bilo nadaljnje uničenje preprečeno, ko je premier Džov Enlaj poslal vojaški bataljon, da bi varoval mesto.
Prepovedano mesto je UNESCO leta 1987 razglasil za območje svetovne dediščine kot Cesarske palače dinastij Ming in Čing v Pekingu in Šenjangu, zaradi njegovega pomembnega mesta v razvoju kitajske arhitekture in kulture.
V začetku 21. stoletja je Palačni muzej izvedel šestnajstletni projekt obnove, s katerim je popravil in obnovil vse stavbe v Prepovedanem mestu v stanje pred letom 1911, s ciljem, da bi bilo do leta 2020 76 % palače odprtih za javnost. Kot rezultat tega projekta je bila palača Šoukang leta 2013 uradno odprta za javnost, potem ko je bila sprva razstavljena v prvotnem stanju. Leta 2015 je bil v palači Cining odprt muzej kiparstva. Leta 2015 so odprli tudi območje okoli palače Cining, stavbo Janjin in vrata Donghua.
5. novembra 2024 je minilo 100 let od izgona zadnjega kitajskega cesarja Pujija iz palače s strani republikanskih sil pod vodstvom Feng Jušjanga.

## Struktura
| A. Meridijanska vrata B. Vrata božanske moči C. Zahodna slavna vrata D. Vzhodna slavna vrata E. Vogalni stolpi F. Vrata vrhovne harmonije G. Dvorana vrhovne harmonije | H. Dvorana vojaške eminence J. Dvorana literarne slave K. Južni trije kraji L. Palača nebeške čistosti M. Cesarski vrt N. Dvorana duševne kultivacije O. Palača mirne dolgoživosti |

Prepovedano mesto je pravokotnik, ki meri 961 m od severa proti jugu in 753 m od vzhoda proti zahodu. Sestavljen je iz 980 ohranjenih stavb z 8886 sobami. Splošno prepričanje pravi, da je v mestu 9999 sob, vključno s predsobami, ki temelji na ustnem izročilu, vendar ga ne podpirajo geodetski dokazi. Zasnova Prepovedanega mesta je zaščitila cesarski kodeks etike kot fizično instalacijo. Dvorišče je bilo zgrajeno v ogromnem, razkošnem obsegu, vendar ima videz štirikotnega dvorišča. Prepovedano mesto je bilo zasnovano kot središče starodavnega obzidanega mesta Peking. Obdaja ga večje obzidano območje, imenovano Cesarsko mesto. Cesarsko mesto pa obdaja Notranje mesto; južno od njega leži Zunanje mesto.
Prepovedano mesto ostaja pomembno v mestni shemi Pekinga. Osrednja os sever-jug ostaja osrednja os Pekinga. Ta os se razteza proti jugu skozi vrata Tiananmen do Trga Tiananmen, ceremonialnega središča Ljudske republike Kitajske, in naprej do vrat Jongdingmen. Proti severu se razteza skozi park Džingšan do Bobnastega stolpa in zvonika. Ta os ni natančno poravnana v smeri sever-jug, ampak je nagnjena za nekaj več kot dve stopinji. Raziskovalci zdaj verjamejo, da je bila os zasnovana v času dinastije Juan tako, da je bila poravnana s Šangdujem, drugo prestolnico njihovega cesarstva.

### Obzidje in vrata
Prepovedano mesto obdaja 7,9 m visoko mestno obzidje in 6 m globok in 52 m širok obrambni jarek. Obzidje je pri vznožju široko 8,62 m, na vrhu pa se zoži na 6,66 m. To obzidje je služilo kot obrambno in podporno obzidje za palačo. Zgrajeno je bilo iz nabitega zemeljskega jedra, na obeh straneh pa je bilo obloženo s tremi plastmi posebej žganih opek, vmesni prostori pa so bili zapolnjeni z malto.
Na štirih vogalih obzidja stojijo vogalni stolpi (E) z zapletenimi strehami, ki se ponašajo s 72 grebeni, in posnemajo paviljon princa Tenga in paviljon rumenega žerjava, kot sta bila prikazana na slikah dinastije Song. Ti stolpi so najbolj vidni deli palače za ljudi zunaj obzidja in z njimi je povezanih veliko ljudskega izročila. Po eni legendi obrtniki niso mogli sestaviti vogalnega stolpa, potem ko so ga v zgodnji dinastiji Čing razstavili zaradi prenove, in je bil obnovljen šele po posredovanju mojstra tesarja Lu Bana.
Obzidje je na vsaki strani prebodeno z vrati. Na južnem koncu so glavna Meridijanska vrata (A) (午門; Wǔmén). Na severu so Vrata božanske moči (神武門; Shénwǔmén), ki so obrnjena proti parku Džingšan. Sledijo Vzhodna slavna vrata (D) (東華門; Dōnghuámén) in Zahodna slavna vrata (C) (西華門; Xīhuámén). Vsa vrata v Prepovedanem mestu so okrašena z devet krat devet nizi zlatih žebljev, razen Vzhodnih slavnih vrat, ki jih imajo le osem.
Meridijanska vrata imajo dve štrleči krili, ki tvorita tri stranice kvadrata pred njimi in pet prehodov. Osrednji prehod je del Cesarske poti, kamnite tlakovane poti, ki tvori osrednjo os Prepovedanega mesta in samega starodavnega mesta Peking, ki vodi vse od Kitajskih vrat na jugu do parka Džingšan na severu. Razen cesarice ob njeni poroki in uspešnih študentov po cesarskem izpitu je lahko po Cesarski poti hodil ali jahal le cesar.

### Zunanje dvorišče ali južni del
Tradicionalno je Prepovedano mesto razdeljeno na dva dela: Zunanje dvorišče (外朝; Wàicháo) ali Sprednje dvorišče (前朝; Qiáncháo) na jugu, ki se je uporabljalo za ceremonialne namene; in Notranje dvorišče (内廷; Nèitíng) ali Zadnja palača (后宫; Hòugōng) na severu, ki je bila rezidenca cesarja in njegove družine ter se je uporabljala za vsakodnevne državne zadeve (približna ločnica je na zgornjem načrtu prikazana kot rdeča črtica). Prepovedano mesto ima na splošno tri navpične osi. Najpomembnejše stavbe so na osrednji osi sever-jug.
Ko vstopimo skozi Meridianska vrata, naletimo na velik trg, ki ga prečka vijugasta Notranja Zlata voda, ki jo prečka pet mostov. Za trgom stojijo Vrata Vrhovne harmonije (V) (太和門; Tàihémén). Za njimi je trg, s katerega se dviga tristopenjska bela marmorna terasa, na vrhu katere stojijo tri dvorane, središče palačnega kompleksa. Z juga so to Dvorana vrhovne harmonije (太和殿; Tàihédiàn), Dvorana osrednje harmonije (中和殿; Zhōnghédiàn) in Dvorana ohranjanja harmonije (保和殿; Bǎohédiàn).
Dvorana vrhovne harmonije (G) je največja in se dviga približno 30 m nad nivojem okoliškega trga. Je ceremonialno središče cesarske moči in največja ohranjena lesena struktura na Kitajskem. Široka je devet in globoka pet polic, številki 9 in 5 pa sta simbolično povezani z veličastnostjo cesarja. V strop na sredini dvorane je vgrajen zapleten kasetiran strop, okrašen z zvitim zmajem, iz katerega ustja izstopa lestenec podoben komplet kovinskih kroglic, imenovan Ogledalo Šuanjuan. V dinastiji Ming je cesar tukaj imel dvor, da bi razpravljal o državnih zadevah. Med dinastijo Čing so cesarji veliko pogosteje upravljali dvor, zato so namesto tega uporabljali manj slovesno lokacijo, Dvorano vrhovne harmonije pa so uporabljali le za slovesne namene, kot so ustoličenja, investiture in cesarske poroke.
Dvorana osrednje harmonije je manjša, kvadratna dvorana, ki jo je cesar uporabljal za priprave in počitek pred in med slovesnostmi. Za njo je Dvorana ohranjanja harmonije, ki je bila uporabljena za vaje slovesnosti in je bila tudi prizorišče zadnje faze cesarskega izpita. Vse tri dvorane imajo cesarske prestole, največji in najbolj dovršen je tisti v Dvorani vrhovne harmonije.
Na sredini stopnic, ki vodijo do teras s severne in južne strani, so ceremonialne klančine, del Cesarske poti, z dovršenimi in simboličnimi rezbarijami v bas reliefu. Severna klančina za Dvorano ohranjanja harmonije je izklesana iz enega samega kosa kamna, dolga 16,57 m, široka 3,07 m in debela 1,7 m. Tehta približno 200 ton in je največja tovrstna rezbarija na Kitajskem. Južna klančina pred Dvorano vrhovne harmonije je še daljša, vendar je narejena iz dveh spojenih kamnitih plošč – spoj je bil domiselno skrit s prekrivajočimi se bas reliefnimi rezbarijami in je bil odkrit šele, ko je vremenske vplive v 20. stoletju razširile vrzel. Kamnite plošče so bile verjetno prepeljane iz kamnoloma z ledenimi sanmi po ledeni poti, ki jo je na poti mazala voda iz vodnjaka.
Na jugozahodu in jugovzhodu zunanjega dvorišča sta dvorani Vojaške eminence (H) in Literarne slave (J). Prva je bila v različnih obdobjih uporabljena za sprejem ministrov in dvorjenje cesarja, kasneje pa je bila v njej lastna tiskarna palače. Slednja je bila uporabljena za slovesna predavanja visoko cenjenih konfucijanskih učenjakov in je kasneje postala pisarna Velikega sekretariata. Tam je bil shranjen izvod Popolne knjižnice štirih zakladnic. Severovzhodno so Južni trije kraji (南三所) (K), ki so bili rezidenca prestolonaslednika.
- Notranja reka Zlata voda, umetni potok, ki teče skozi Prepovedano mesto
- Dvorana Vrhovne harmonije
- Navpična vpisana plošča na Dvorani Vrhovne harmonije
- Pogled na Prepovedano mesto iz parka Jingshan
- Vrata očitne vrline
- Kesetiran strop Dvorane zveze
- Pogled od blizu na stolp desno od Vrat Vrhovne harmonije

### Notranje dvorišče ali severni del
Notranje dvorišče je od zunanjega dvorišča ločeno s podolgovatim dvoriščem, ki leži pravokotno na glavno os mesta. To je bil dom cesarja in njegove družine. V dinastiji Čing je cesar živel in delal skoraj izključno na notranjem dvorišču, zunanje dvorišče pa se je uporabljalo le za ceremonialne namene.

#### Zadnje tri palače
V središču notranjega dvorišča je še en sklop treh dvoran (L). Z juga so to:
- Palača nebeške čistosti (乾清宮)
- Dvorana združitve
- Palača zemeljskega miru

Tri dvorane notranjega dvorišča, manjše od dvoran zunanjega dvorišča, so bile uradne rezidence cesarja in cesarice. Cesar, ki je predstavljal Jang in nebesa, je zasedal Palačo nebeške čistosti. Cesarica, ki je predstavljala Jin in Zemljo, je zasedala Palačo zemeljskega miru. Med njimi je bila Dvorana združitve, kjer sta se Jin in Jang mešala, da bi ustvarila harmonijo.
- Prestol v Palači nebeške čistosti
- Zaslon devetih zmajev pred Palačo mirne dolgoživosti
- Cesarski vrt

Palača nebeške čistosti je stavba z dvojnim napuščem, postavljena na enonivojski beli marmorni ploščadi. Z Vrati nebeške čistosti na jugu je povezana z dvignjenim prehodom. V dinastiji Ming je bila rezidenca cesarja. Vendar pa je cesar od cesarja Jongdženg iz dinastije Čing živel v manjši Dvorani umske kultivacije (S) na zahodu, iz spoštovanja do spomina na cesarja Kangšija. Palača nebeške čistosti je nato postala cesarjeva dvorana za avdience. V streho je vgrajen kasetiran strop z zvitim zmajem. Nad prestolom visi plošča z napisom Pravica in čast (kitajsko: 明光大正; pinjin: míngguāng dà zhèng).
Palača zemeljskega miru (坤寧宮) je stavba z dvojnim napuščem, široka 9 in globoka 3. V dinastiji Ming je bila rezidenca cesarice. V dinastiji Čing so novi mandžurski vladarji velike dele palače preuredili za šamansko čaščenje. Od vladavine cesarja Jongdženga se je cesarica izselila iz palače. Vendar sta bili dve sobi v Palači zemeljske harmonije ohranjeni za uporabo na cesarjevi poročni noči.
Med tema dvema palačama je Dvorana zveze, ki je kvadratne oblike s piramidasto streho. Tukaj je shranjenih 25 cesarskih pečatov dinastije Čing, pa tudi drugi ceremonialni predmeti.
Za temi tremi dvoranami leži Cesarski vrt (S). Vrt je relativno majhen in kompakten, vendar vsebuje več dovršenih krajinskih elementov. Severno od vrta so Vrata božanske moči.
Neposredno na zahodu je Dvorana duševne kultivacije (S). Prvotno manjša palača je postala dejansko rezidenca in pisarna cesarja, začenši z Jongdžengom. V zadnjih desetletjih dinastije Čing so cesarice vdove, vključno s Ciši, upravljale dvor iz vzhodnega dela dvorane. Okoli Dvorane duševne kultivacije so uradi Velikega sveta in drugih ključnih vladnih organov.
Severovzhodni del notranjega dvorišča zaseda Palača mirne dolgoživosti (寧壽宮) (O), kompleks, ki ga je zgradil cesar Čianlong v pričakovanju svoje upokojitve. Zrcali ureditev Prepovedanega mesta in ima zunanje dvorišče, notranje dvorišče ter vrtove in templje. Vhod v Palačo mirnega dolgoživosti označuje zastekljena pregrada z devetimi zmaji.

#### Šest zahodnih in šest vzhodnih palač
Zahodno in vzhodno od treh glavnih dvoran notranjega dvorišča stoji šest zahodnih palač (西六宫; xīliùgōng) in šest vzhodnih palač (东六宫; dōngliùgōng). Te palače so bile rezidence cesarskih soprog. Šest palač je ležalo zahodno in šest vzhodno od treh glavnih dvoran, od tod tudi ime. Arhitektura dvanajstih palač, povezanih s prehodi, je bolj ali manj enaka. Zahodna in vzhodna palača imata postavitev treh palač na vsaki strani ulice, ki poteka od severa proti jugu. Vsaka palača ima svoja dvorišča, glavne dvorane in stranske dvorane. Glavne dvorane stojijo na sredini, stranske dvorane pa na vzhodu in zahodu. Sprednje dvorišče in njegova glavna dvorana sta bila uporabljena za sprejeme, zadnje dvorišče in njegova glavna dvorana pa sta služila kot bivalni prostori.
Cesarska soproga s konkubinskim rangom ali višjim je imela rezidenco v glavnem delu palače in je bila upravnica te palače, kar je že samo po sebi čast. Nižje rangirane cesarske soproge (plemenitke in nižje) so živele v stranskih dvoranah palač in so bile pod nadzorom višje rangirane cesarske soproge.
Dvanajst palač je bilo kraj, kjer so se rodili in odraščali številni cesarji dinastije Čing in so oblikovale vsakdanje življenje cesarske družine.
V poznem obdobju dinastije Čing je cesarica vdova Ciši živela v eni od zahodnih palač in postala znana kot 'zahodna cesarica', medtem ko je njena sovladarica cesarica vdova Ci'an živela v eni od vzhodnih palač in je bila zato znana kot 'vzhodna cesarica'.
Imena palač so bila:
Zahodnih šest palač
- Palača večne dolgoživosti (永寿宫; Yǒngshòugōng)
- Dvorana Vrhovnega Načela (太极殿; Tàijídiàn)
- Palača večne pomladi (长春宫; Chǎngchūngōng)
- Palača zemeljske časti (翊坤宫; Yìkūngōng)
- Palača zbiranja elegance (储秀宫; Chǔxiùgōng)
- Palača univerzalne sreče (咸福宫; Xíanfúgōng)

Vzhodnih šest palač
- Palača velike dobrohotnosti (景仁宫; Jǐngréngōng)
- Palača nebeške milosti (承乾宫; Chéngqiángōng)
- Palača nakopičene čistosti (锺粹宫; Zhōngcuìgōng)
- Palača podaljšane sreče (延禧宫; Yánxǐgōng)
- Palača velikega sijaja (景阳宫; Jǐngyánggōng)
- Palača večne harmonije (永和宫; Yǒnghégōng)

#### Palača Cining in palača Shoukang
Zahodno od Dvorane duševne kultivacije (S) v zahodnem delu notranjega dvorišča sta palača Cining (Palača sočutja in miru) in palača Šoukang (Palača dolgoživosti in dobrega zdravja). Palači sta bili rezidenci ovdovelih soprog prejšnjih cesarjev. V skladu s fevdalnimi običaji cesarji niso smeli živeti z ženami pokojnih cesarjev, zato so živeli v tem ločenem delu notranjega dvorišča. Palača Cining je večja in starejša od palače Šoukang, ki je zahodno od palače Cining. Južno od palače Cining je vrt Cining.

### Religija
Religija je bila pomemben del življenja cesarskega dvora. V dinastiji Čing je Palača zemeljske harmonije postala kraj mandžurskega šamanističnega obreda. Hkrati je domača kitajska taoistična religija še naprej igrala pomembno vlogo skozi vsa obdobja dinastij Ming in Čing. Obstajali sta dve taoistični svetišču, eno v cesarskem vrtu in drugo v osrednjem delu notranjega dvorišča.
Druga razširjena oblika religije v palači dinastije Čing je bil budizem. Po notranjem dvorišču je bilo raztresenih več templjev in svetišč, vključno s tibetanskim budizmom ali lamaizmom. Budistična ikonografija se je razširila tudi v notranjosti številnih stavb. Med njimi je Paviljon dežja cvetja eden najpomembnejših. V njem je bilo veliko število budističnih kipov, ikon in mandal, postavljenih v ritualne aranžmaje.

## Arhitektura

### Simbolika
Zasnova Prepovedanega mesta, od celotne postavitve do najmanjših podrobnosti, je bila skrbno načrtovana, da bi odražala filozofska in verska načela ter predvsem simbolizirala veličino cesarske moči. Nekaj znanih primerov simboličnih oblik vključuje:
- Rumena je barva cesarja. Tako imajo skoraj vse strehe v Prepovedanem mestu rumene glazirane ploščice. Obstajata le dve izjemi. Knjižnica v Paviljonu literarne globine (文渊阁) je imela črne ploščice, ker je bila črna povezana z vodo in s tem protipožarno zaščito. Podobno imajo rezidence prestolonaslednika zelene ploščice, ker je bila zelena povezana z lesom in s tem rastjo.
- Glavne dvorane zunanjega in notranjega dvorišča so razporejene v skupinah po tri – v obliki Čjan trigrama ☰, ki predstavlja nebesa. Rezidence Notranjega dvorišča pa so razporejene v skupinah po šest – v obliki Kun trigrama ☷, ki predstavlja Zemljo.
- Poševni grebeni streh stavb so okrašeni z vrsto kipcev, ki jih vodi moški, ki jaha feniksa, sledi pa mu cesarski zmaj. Število kipcev predstavlja status stavbe – manjša stavba jih ima lahko tri ali pet. Dvorana Vrhovne harmonije jih ima deset, kar je edina stavba v državi, ki ji je bilo to dovoljeno v cesarskih časih. Posledično je tudi njen deseti kipec, imenovan Hangši ali 'deseti po vrsti' (kitajsko: 行十; pinjin: Hángshí),[29] edinstven v Prepovedanem mestu.[30]
- Razporeditev stavb sledi starodavnim običajem, določenim v Klasiki obredov. Tako so predniški templji[31] pred palačo. Skladišča so postavljena v sprednjem delu palačnega kompleksa, rezidence pa v zadnjem.[32]

## Zbirke
Zbirke Palačnega muzeja temeljijo na cesarski zbirki dinastije Čing, vključno s slikami, keramiko, pečati, stelami, skulpturami, napisi, bronastimi izdelki in emajliranimi predmeti. Po zadnji reviziji ima 1.862.690 umetniških del. Poleg tega so cesarske knjižnice hranile veliko zbirko redkih knjig in zgodovinskih dokumentov, vključno z vladnimi dokumenti dinastij Ming in Čing, ki je bila od takrat prenesena v Prvi zgodovinski arhiv.
Od leta 1933 je grožnja japonske invazije prisilila k evakuaciji najpomembnejših delov muzejske zbirke. Po koncu druge svetovne vojne je bila ta zbirka vrnjena v Nanking. Vendar se je nacionalistična vlada zaradi bližajoče se zmage komunistov v kitajski državljanski vojni odločila, da bo izbran del te zbirke poslala na Tajvan. Od 13.491 škatel evakuiranih artefaktov jih je 2972 zdaj shranjenih v Narodnem muzeju palač v Tajpeju. Več kot 8000 škatel so vrnili v Peking, 2221 škatel pa je danes shranjenih pod nadzorom muzeja Nanking.
Muzej palač hrani 340.000 kosov keramike in porcelana. Med njimi so cesarske zbirke iz dinastije Tang in dinastije Song. Ima skoraj 50.000 slik, od katerih jih več kot 400 izvira iz obdobja pred dinastijo Juan (1271–1368), ki je največja na Kitajskem. Njegova bronasta zbirka izvira iz zgodnje dinastije Šang. Od skoraj 10.000 kosov, ki jih hranijo, jih je približno 1600 z napisi iz obdobja pred Čini (do leta 221 pr. n. št.). Pomemben del zbirke predstavljajo ceremonialni bronasti izdelki s cesarskega dvora. Muzej palače ima eno največjih zbirk mehanskih ur iz 18. in 19. stoletja na svetu, z več kot 1000 kosi. Zbirka vsebuje tako kitajske kot tuje kose. Kitajski kosi prihajajo iz lastnih delavnic palače. Tuji kosi prihajajo iz držav, kot so Velika Britanija, Francija, Švica, Združene države Amerike in Japonska. Največji delež teh prihaja iz Velike Britanije. Žad ima edinstveno mesto v kitajski kulturi. Muzejska zbirka vključuje približno 30.000 kosov. Del zbirke pred dinastijo Juan vključuje več kosov, ki so bili znani skozi zgodovino. Najstarejši kosi izvirajo iz neolitika. Poleg umetniških del velik del muzejske zbirke sestavljajo artefakti cesarskega dvora. To vključuje predmete, ki jih je cesarska družina in palača uporabljala v vsakdanjem življenju. Ta obsežna zbirka ohranja vsakdanje življenje in ceremonialne protokole cesarske dobe.
- Modro-bela porcelanasta vaza z vzorci oblakov in zmajev, označena z besedo "dolgoživost" (寿; shòu) ((obdobje Jiajing dinastije Ming)
- Razstave na ogled v hodniku, ki povezuje Dvorano literarne slave in Dvorano glavnega spoštovanja
- V notranjosti Vzhodnih slavnih vrat
- V notranjosti zahodnega krila Meridianskih vrat